# Étudiant
Ne doit pas être confondu avec Disciple.
Pour les articles homonymes, voir L'Étudiant et L'Étudiante.
 (février 2020).

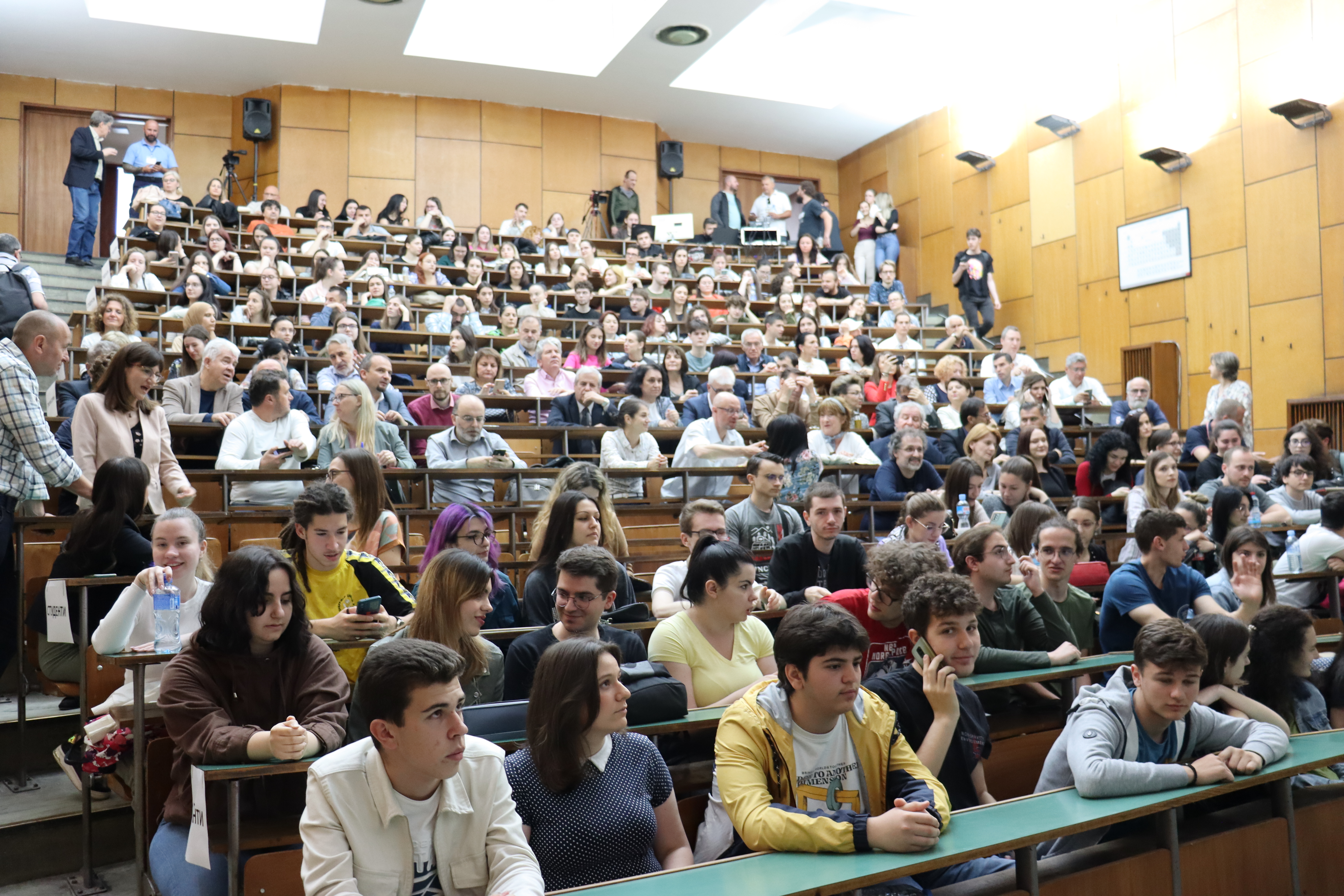
Étudiants assistant à un cours de chimie dans un amphithéâtre de l'université de Skopje (Macédoine du Nord) en 2023.

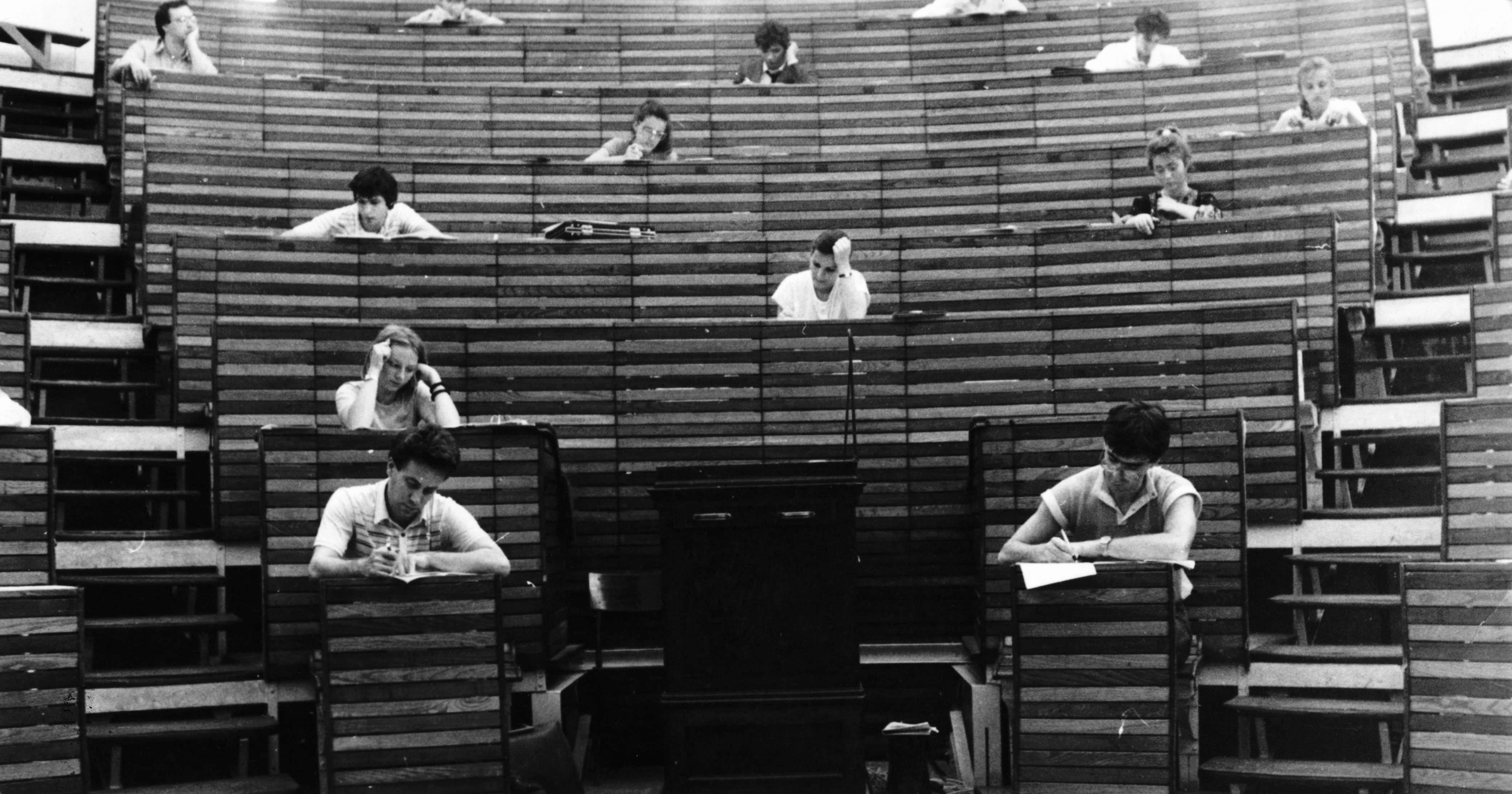
Étudiants dans un amphithéâtre de l'université Semmelweis à Budapest en 1982.

Un étudiant ou une étudiante est un mot dérivé du latin studere qui signifie « s'appliquer à apprendre quelque chose ». Cependant, le terme ne s'applique pas à toute personne qui apprend ou qui reçoit un enseignement (contrairement à élève). On le réserve généralement aux personnes intégrées dans un parcours scolaire ou universitaire.
Dans la plupart des pays francophones, l'usage du mot « étudiant » est encore plus restreint. Le plus couramment, il désigne les personnes engagées dans un cursus d'enseignement supérieur. Afin d’être exhaustif, il serait plus juste de l’associer à toute personne suivant un cursus de formation initiale post-secondaire (relevant ou non de l’enseignement supérieur). On le distingue ainsi de l'écolier, du collégien, du lycéen ou encore de l'apprenti.
On peut donc faire cette distinction fondamentale dans le monde de l'enseignement entre l'écolier qui fréquente l'enseignement primaire ou secondaire, et l'étudiant qui fréquente un établissement d'enseignement supérieur ou post-secondaire.
Dans la très grande majorité des états, la scolarisation est obligatoire jusqu'à un âge fixé par la loi (généralement entre 15 et 18 ans), par conséquent la quasi-totalité des personnes ont un jour la qualité d'élève.
Divers pays, notamment en Amérique latine, célèbrent une Journée de l'étudiant (es). Épisodiquement, le plus souvent en novembre, est marquée une Journée internationale de l'étudiant (en).

## Le statut d'étudiant

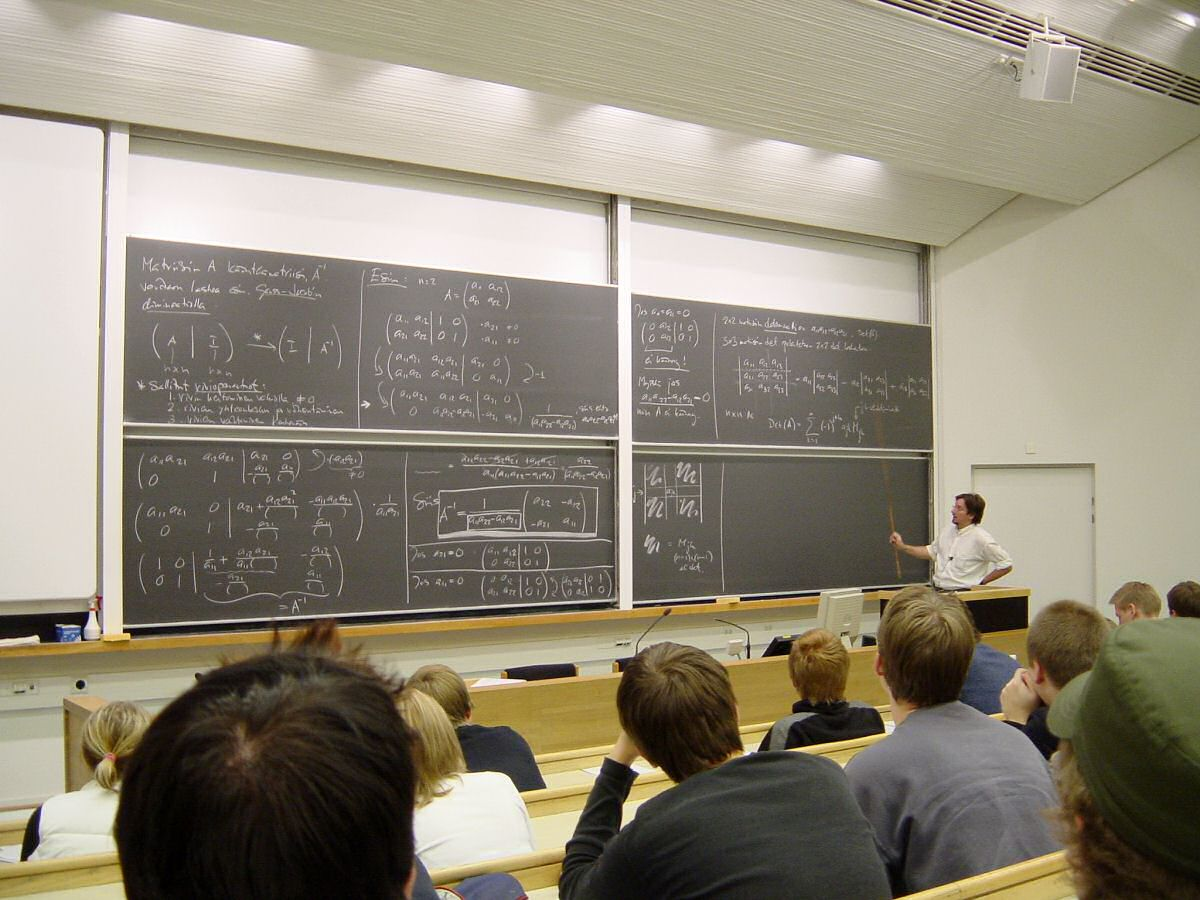
Cours de mathématiques à l'université technologique d'Helsinki en 2005.

Il n'existe pas de statut international de l'étudiant. Chaque État fixe la façon dont il gère cette population. Cependant, certains organismes transnationaux mettent en place certains traits communs. Il en est ainsi de l'Association ISIC, adossée à l'UNESCO, qui délivre des cartes ISIC (International Student Identity Card) qui sont reconnues dans la quasi-totalité des pays comme un justificatif valable du statut d'étudiant.
Certaines organisations étudiantes ont développé des chartes sur le statut de l'étudiant en définissant ses droits et ses devoirs. Le premier cas est en France en 1946 avec la Charte de Grenoble créée par l'UNEF, puis cette idée est reprise la même à Prague par l'Union Internationale des Étudiants. Ensuite à Beyrouth, l'union nationale des étudiants des pays arabes crée une charte s'en inspirant largement.
Selon les pays, les établissements d’enseignement supérieur peuvent avoir différents noms : Université ou Faculté dans les États francophones, Collège dans les États anglo-saxons, « École » pour les structures d'enseignement privées ou spécialisées (Écoles d’ingénieur et de commerce notamment). Certaines formations supérieures peuvent être dispensées dans les établissements d'enseignement secondaire, comme les sections de technicien supérieur (BTS) ou les classes préparatoires aux grandes écoles (CPGE) en France.
Enfin, il existe un certain nombre de cursus post-secondaires qui ne relèvent pas de l’enseignement supérieur puisqu'ils sont accessibles sans avoir obtenu le bac, mais uniquement sur des conditions de niveau et/ou d'âge ; par exemple, les écoles de formation artistique, ou les écoles de santé dont le niveau d'entrée est inférieur au bac ou sans référence par rapport à celui-ci. Le ministère de l’éducation nationale définit comme critère de recensement dans la base centrale des établissements (BCE) le fait que la scolarité soit obligatoire et que le cursus scolaire soit annuel équivalent temps plein (c'est-à-dire correspondant à une ou plusieurs années scolaires et dont les heures d'enseignement plus le travail personnel demandé correspondent à une formation à temps plein, estimée à six cents heures par an).

## L'accès à l'enseignement supérieur
Les conditions d'accès à l'enseignement supérieur diffèrent selon les états. La majorité des systèmes exigent un diplôme préalable : baccalauréat en France, A-level en Angleterre ou encore Abitur en Allemagne. Mais la sélection à l'entrée des établissements varie beaucoup.
En France, l'accès à l'université est de droit pour les titulaires du baccalauréat ou de DAEU. Il n'y a de sélection, à l'exception de certaines filières médicales, et de l'université de Paris-Dauphine qui a reçu une autorisation spéciale par décret. L'accès est aussi ouvert au Québec, et dans la majorité des filières en Belgique. Citons tout de même l'existence d'un examen d'entrée pour les études de médecine et dentisterie en Belgique néerlandophone, qui est compensé par un numerus clausus en Belgique francophone, sans oublier l'examen d'admission aux études d'ingénieur civil, qui n'est plus dispensé que dans la partie francophone du pays.
Par contre, dans les états anglo-saxons, et particulièrement au Royaume-Uni et aux États-Unis, la sélection à l'entrée de l'enseignement supérieur est importante. Une sélection a aussi lieu, dans la plupart des pays, à l'entrée des « grandes écoles », c'est-à-dire d'institutions publiques ou privées d'enseignement qui n'ont pas le statut d'université. Il existe trois principaux systèmes de sélection :
- la sélection « sur dossier », elle est faite au vu des pièces d'un dossier (généralement rempli par le candidat) par une commission. Ce système met en avant une sélection en fonction des résultats scolaires du candidat et de ses expériences passées.
- la sélection « sur entretien », elle consiste en une rencontre entre le candidat et un ou plusieurs examinateurs. La durée est extrêmement variable : si la majorité des entretiens durent entre 15 et 45 minutes, certains peuvent atteindre quatre heures. Ce type de sélection permet d'évaluer la motivation, la vivacité d'esprit et la communication du candidat. La sélection sur entretien intervient fréquemment en complément d'une sélection sur dossier.
- la sélection « sur concours », elle se fait au moyen d'une ou plusieurs épreuves (souvent plusieurs) principalement écrites, qui feront l'objet d'une notation. Ce système met en avant les connaissances du candidat, sa capacité à analyser un sujet dans un laps de temps défini, et ses qualités réactionnelles. La sélection sur concours peut être organisée en deux niveaux : une première série d'épreuves écrites que l'on dit alors d'« admissibilité », et pour ceux qui y ont réussi une seconde série d'épreuves orales dites d'« admission ».
- Enfin, le tirage au sort est parfois utilisé pour départager deux candidats, mais il ne s'agit pas vraiment d'un système de sélection, ce n'est qu'accessoire.

Le coût de l'accès aux études peut aussi constituer une barrière. S'il est modéré dans les universités française et au Québec, il est très élevé aux États-Unis, ainsi que dans certains établissements d'enseignement supérieur privés. Ceci oblige parfois les familles à épargner de nombreuses années pour permettre l'accès à l'enseignement supérieur à leurs enfants. Des mécanismes d'aide ont cependant été développés, deux prédominent : les bourses, d'initiative publique ou privée, généralement attribuées sur des critères de mérite ; et les prêts aux étudiants remboursables à la fin des études, voire non-remboursables (sous conditions), au taux d'intérêt modique ou inexistant. Certaines écoles enfin rémunèrent leurs étudiants.

## Vie étudiante

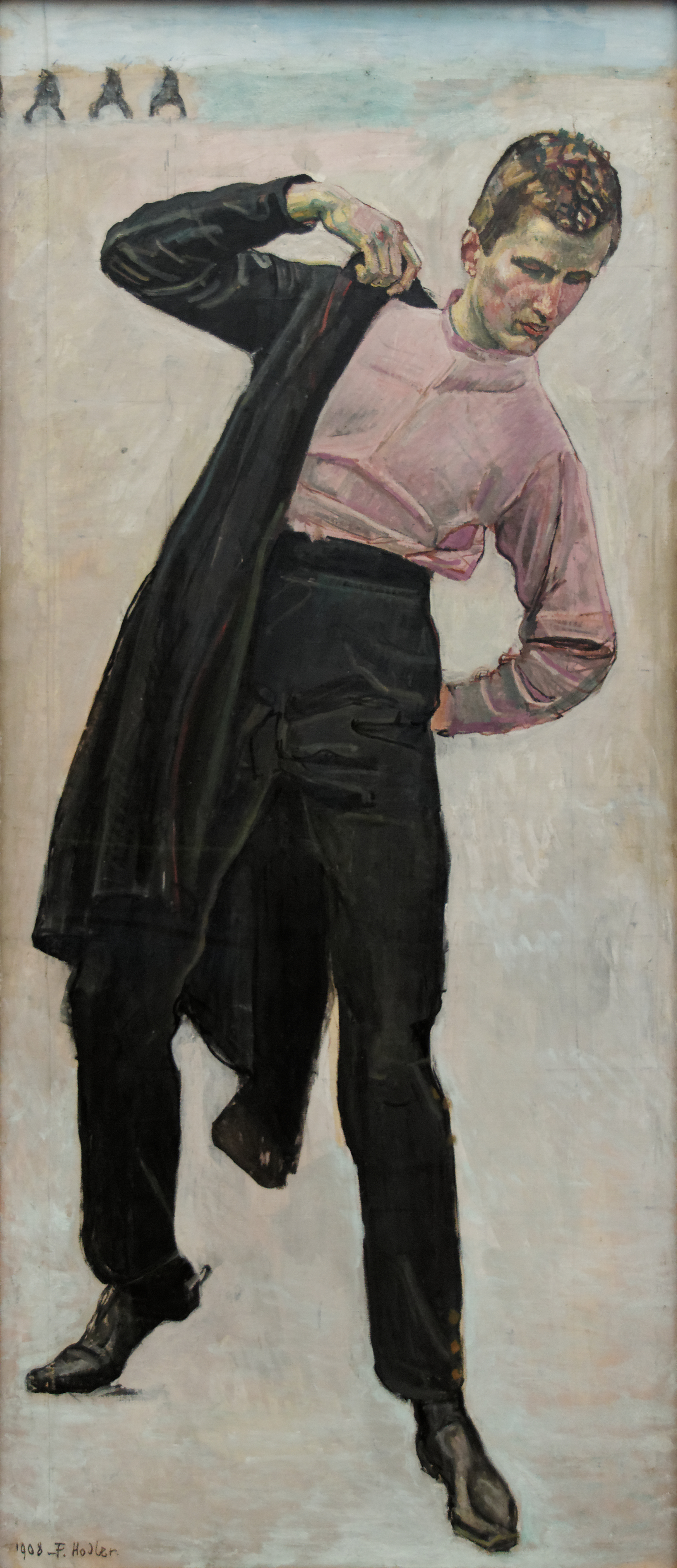
Étudiant à Iéna, Ferdinand Hodler, 1908.

### Études à l'étranger
En 2008, les universités aux États-Unis ont accueilli avec 671 616 élèves 21 % des trois millions d'étudiants étrangers recensés dans le monde. Le Royaume-Uni, deuxième, en accueille 13 % et la France, troisième, 9 %, suivie de près par l'Allemagne.
Aux États-Unis, 3,5 % des étudiants sont étrangers, 16,3 % au Royaume-Uni et 22,5 % en Australie.

### Soirées étudiantes
Les soirées étudiantes réunissent les étudiants d'un établissement, d'un campus ou d'une ville pour faire la fête. Cette pratique est répandue dans la majorité des États. Elles se déroulent généralement en semaine ; en France, le jour fétiche est le jeudi. Parmi ces nombreuses fêtes, certaines sont particulières, ce sont les soirées d'intégration qui marquent l'arrivée d'une nouvelle promotion d'étudiants. Si la fête dépasse une soirée on pourra parler alors de journée d'intégration, voire de week-end, de semaine ou de stage d'intégration. L'ensemble de ces évènements est soumis à une législation de manière indirecte. En effet, si le bizutage est clairement interdit, le législateur ne légifère pas directement sur les soirées étudiantes. Les règles régissant ces soirées sont donc celles régissant l'ensemble des évènements de fêtes : interdiction des open-bars, annonce de la soirée lorsque celle-ci ne se réalise pas dans un lieu bénéficiant d'une autorisation permanente, prévenir la préfecture en cas de très gros évènement ou encore déclaration à la SACEM des titres musicaux utilisés.
En Belgique, les fêtes étudiantes sont très répandues et constituent un folklore à part entière. Plus spécifiquement appelées guindailles, il s'en tient dans certaines villes universitaires plusieurs tous les soirs. Les étudiants disposent de leurs propres salles, généralement conçues pour supporter la saleté et résister aux vandalismes. Citons le Bunker à Namur, la Casa et le Coq Hardi (parmi une dizaine d'autres) à Louvain-la-Neuve, le carré et le chapi à Liège et la Jefke à Bruxelles.

### Bizutage
Le bizutage marque en général le début de l'année et vise à placer les étudiants nouvellement arrivés (appelés « bizuts ») dans des situations cocasses et humoristiques. Le but est généralement de créer des liens de solidarité entre les membres de la nouvelle promotion. Ceci exacerbe l'esprit de corps. Cependant de nombreux dérapages, qui ne conduisaient qu'à une humiliation gratuite du bizut, ont amené certains pays à l'interdire. 
En France, par exemple, le code pénal qui définit le bizutage comme :

« le fait pour une personne d'amener autrui, contre son gré ou non, à subir ou à commettre des actes humiliants ou dégradants lors de manifestations ou de réunions liées aux milieux scolaire et socio-éducatif »

 L'article 225-16-1 du Code pénal français le punit de peines pouvant atteindre six mois d'emprisonnement et 7 500 euros d'amende.
En Belgique, le bizutage est souvent confondu avec le « Baptême ». Autour de ce Baptême gravite tout un folklore étudiant variable selon les établissements, mais qui repose sur des valeurs communes comme le respect, les traditions estudiantines et l'entraide.
La pratique du bizutage n'est pas réservée aux étudiants : elle est fréquente dans les corps d'armée, et occasionnelle dans les entreprises.
On donne différents noms à l'étudiant promu : bizut, bleu, freshman, fresher, newbie, frosh.

### Militantisme étudiant
Les étudiants sont aussi connus pour leur militantisme syndical et politique.
L'année 1968 fut marquée par de nombreuses protestations d'étudiants, particulièrement en France (Mai 68). Au Mexique, des centaines d'étudiants d’extrême gauche furent assassinés par l'armée lors du massacre de Tlatelolco. Les étudiants eurent également un rôle majeur en Tchécoslovaquie, pour préserver les acquis du printemps de Prague contre l'Union soviétique. 
La principale manifestation étudiante aux États-Unis eut lieu en 1970. Quelques jours après que la Garde nationale eut abattu des étudiants qui manifestaient contre l'extension au Cambodge de la guerre du Viêt Nam, des universités furent occupées dans tout le pays. En Grèce, le mouvement étudiant éclata en 1973 avec l'occupation d'un établissement supérieur au centre d’Athènes, et secoua la junte militaire qui dirigeait le pays depuis six ans, contribuant à sa chute sept mois plus tard. En Allemagne de l'Ouest, les universités continuèrent à lutter pendant plusieurs années en se transformant en ilots d'agitation d’extrême gauche dans un pays alors peu habitué aux luttes politiques.
Le 6 octobre 1976, dans la capitale thaïlandaise Bangkok, des militants d’extrême droite appuyés par la police et par l’armée ouvrirent le feu sur une manifestation d'étudiants de gauche. Les manifestants qui tentèrent de s’enfuir à la nage, par le fleuve, furent abattus. Ceux qui se rendirent furent battus, certains à mort, et d’autres brûlés vifs. Plusieurs jeunes filles furent violées puis tuées. Les autorités font état de 46 morts, mais le bilan réel pourrait être d'une centaine de tués.
La France connut en 2006 un mouvement contre le contrat première embauche. Au Québec, des manifestations étudiantes de grande ampleur se produisirent contre la hausse des frais de scolarité en 2012.

### Salaire étudiant
En France, les premiers projets en faveur du salaire étudiant ont été exposés dans le cadre de la Résistance, à partir de 1943, par des syndicats de travailleurs, des associations de jeunesse et les deux syndicats étudiants existant à l’époque, l’Union nationale des étudiants de France (UNEF) et l’Union des grandes écoles (UGE). 
L'UNEF adopte lors de son congrès de 1946 la charte de Grenoble. Celle-ci défend la nécessité d'une « révolution économique et sociale au service de l'Homme » et établit que « l'étudiant est un travailleur intellectuel ». La charte sert de référence lorsque l'UNEF parvient à empêcher le doublement des frais d'inscription universitaire, en 1947, ou l'extension de la Sécurité sociale aux étudiants, en 1948.
En 1951, des députés communistes et démocrates-chrétiens ont proposé à l'Assemblée nationale le salaire étudiant. Le projet de réforme a cependant été rejeté.

### Autres
Il peut y avoir différents systèmes qui dissocient les étudiants des autres catégories socio-professionnelles. Ainsi, en France, les étudiants disposent d'un régime de sécurité sociale qui leur est propre.
Les étudiants disposent d'un numéro étudiant dans plusieurs pays tels que la France, l’Autriche, le Canada et le Royaume-Uni.